# Rolf Böhlig
Rolf Böhlig (* 6. April 1904 in Hamburg-Eimsbüttel; † 10. Oktober 1979 in Hamburg-Eimsbüttel) war ein Hamburger Kunstmaler.

## Leben
Rolf Böhlig wuchs in Hamburg auf, sein jüngerer Bruder Henrik wurde später Bildhauer. Rolf Böhlig lernte Chemigraf und unterrichtete als Lehrer an der Berufsschule Hamburg für Wirtschaftswerbung und Mode. Von 1922 bis 1927 studierte Böhlig an der Landeskunstschule, der heutigen Hochschule für Bildende Künste, Hamburg. Nach dem Studium betrieb Böhlig zusammen mit Walter Siebelist (1904–1978) für kurze Zeit ein Atelier für Werbegrafik. Von 1930 bis 1939 war er als Pressezeichner für verschiedene Hamburger Zeitungen, darunter den Hamburger Anzeiger tätig. Böhlig war Mitglied des Hamburger Künstlervereins von 1832 und der Hamburgischen Künstlerschaft. Während des Zweiten Weltkrieges (1939–1945) war er in Frankreich, Polen und Russland. Ab 1946 arbeitete Böhlig als Lehrer an der Meisterschule für Mode in Hamburg. Von 1951 bis zu seiner Pensionierung 1969 war Böhlig am Aufbau der neu gegründeten Berufsschule für Wirtschaftswerbung in Hamburg Altona beteiligt. Er verantwortete die Grundausbildung der Dekorateure und Grafiker. Nach seiner Pensionierung widmete sich Böhlig voll und ganz der Malerei und Grafik.

## Werk
Seine Motive fand Böhlig im Hamburger Hafen und in den norddeutschen Landschaften. Er malte fast ausschließlich im Freien und hielt alltägliche Momente im Leben der arbeitenden Menschen fest. Rolf Böhlig gilt als Vertreter des Pleinairismus. Die Kunsthistorikerin Maike Bruhns stellt Böhlig in eine Reihe mit den beliebtesten Künstlern der Hamburger Nachkriegszeit. Bilder von Rolf Böhlig befinden sich in privaten und öffentlichen Sammlungen, unter anderem in der Hamburger Kunsthalle, im Schloss Gottorf und dem Altonaer Museum.